# Roig fosc
Roig fosc (original: Profondo rosso) és una pel·lícula italiana dirigida per Dario Argento, estrenada el 1975. Ha estat doblada al català.

## Argument
Marcus Daly, un pianista testimoni de l'homicidi d'una mèdium, decideix portar la seva investigació, en principi per curiositat, després per necessitat quan l'assassí s'enganxa a ell.
Present en el lloc del crim, es converteix ràpidament en sospitós per la policia. Comprèn que ha vist una cosa que l'hauria de posar sobre el camí de la veritat però no arriba a saber el què.

## Repartiment
- David Hemmings: Marcus Daly
- Daria Nicolodi: Gianna Brezzi
- Gabriele Lavia: Carlo
- Macha Méril: Helga Ulmann
- Eros Pagni: Supt. Calcabrini
- Nicoletta Elmi: Olga, la noieta
- Giuliana Calandra: Amanda Righetti
- Piero Mazzinghi: Bardi
- Glauco Mauri: el professor Giordani
- Clara Calamai: Martha, la mare de Carlo
- Aldo Bonamano: el pare de Carlo
- Liana Del Balzo: Elvira, la serventa d'Amanda
- Vittorio Fanfoni: el policia que pren notes
- Dante Fioretti: el policia fotògraf
- Geraldine Hooper: Massimo Ricci, l'amant de Carlo
- Jacopo Mariani: Carlo, de nen

## Al voltant de la pel·lícula
- El rodatge s'ha desenvolupat del 9 de setembre al 19 de desembre de 1974 a Roma i Torí (Vil·la Scott).
- Durant el rodatge d'aquesta pel·lícula Dario Argento coneix Daria Nicolodi que li donarà una filla: Asia Argento. Fiore Argento és fruit d'un matrimoni precedent.
- Les mans de l'assassí són les de Dario Argento.

## Premis
- Premi al millor director, en el Festival internacional de cinema de Catalunya el 1976.